# Гоголев, Стивен
Сти́вен (Степа́н) Го́голев (англ. Stephen Gogolev; род. 22 декабря 2004, Торонто) — канадский фигурист, выступающий в одиночном катании. Серебряный медалист чемпионата Канады (2019), чемпион Канады среди юниоров (2017), победитель финала юниорского Гран-при (2018).
По состоянию на 4 ноября 2024 года занимает 53-е место в рейтинге Международного союза конькобежцев (ИСУ).

## Биография
Стивен родился в Торонто, в семье Игоря и Ирины Гоголевых. У него есть старший брат Пётр (на 4 года старше), который является спортсменом-байдарочником. Имеет двойное — российское и канадское — гражданство.

## Карьера

### Начало карьеры
Встал на коньки в шесть лет, в 2010 году. На некоторое время переезжал в Россию, чтобы заниматься фигурным катанием. (Согласно другому источнику, начинал заниматься фигурным катанием уже в России.) Во время пребывания в России тренировался в Екатеринбурге под руководством Александра Тарасова. По возвращении в Канаду присоединился к команде канадских специалистов Брайну Орсеру и Ли Баркеллу в Toronto Cricket, Skating and Curling Club.
Принимая участие на детских турнирах различных возрастов, Гоголев побеждал в каждом соревновании, на котором выходил на старт, включая чемпионат Канады среди детей. В январе 2015 года появилось видео, на котором одиннадцатилетний Гоголев успешно выполнил тройной аксель. Чуть позже, в мае того же года, в другом видео исполнил четверной сальхов. На национальном чемпионате среди детей в январе 2016 года в произвольной программе приземлил тройной аксель, и выиграл турнир с отрывом более двадцати очков от ближайшего преследователя. Гоголев сделал международный дебют на турнире Coupe du Printemps 2016 в Люксембурге, выиграв его.
Перейдя на юниорский уровень, Стивен вновь побеждал на всех канадских соревнованиях, в которых принимал участие. Выиграв ряд канадских турниров, стал победителем чемпионата Канады среди юниоров, оставив позади соперников на несколько лет старше себя. В феврале выиграл международный турнир Bavarian Open 2017 в своей возрастной категории. В 2017 году впервые включил четверной сальхов в произвольную программу на международных соревнованиях. Успешно выполнил четверной тулуп в рамках соревнований. Его тренер Брайан Орсер заявил, что Гоголев способен выучить все четверные прыжки.

### Сезон 2017/2018: выход во взрослые
В течение всего сезона 2017—2018 годов Гоголев соревновался на взрослом уровне. Он выиграл отборочный турнир на Skate Ontario. На чемпионате Канады после исполнения короткой программы занимал одиннадцатое место, исполнив произвольную более удачно, занял итоговое десятое место, на первом для себя чемпионате Канады среди взрослых. В этом сезоне Стивен исполнял четверной сальхов и в короткой и в произвольной программах. 

### Сезон 2018/2019: победитель финала юниорского Гран-при
В мае 2018 года он работал с хореографами Мари-Франс Дюбрей и Сэмуелом Шуинаром над показательным номером для предстоящего сезона. В Братиславе, на этапе Гран-при среди юниоров, чисто исполнив короткую программу, в произвольной успешно выполнил четверной лутц, четверной тулуп и четверной сальхов, выиграв золотую медаль с суммой баллов 226,63. Гоголев стал самым молодым канадским фигуристом, кто исполнил четверной лутц в рамках соревнований. На этапе  юниорского Гран-при в Ричмонде он был менее успешен, и занял пятое место. Он стал первым запасным для финала юниорского Гран-при.
В ноябре выиграл турнир Skate Ontario Sectional Championships 2019. 12 ноября, после снятия Эндрю Торгашева с финала Гран-при среди юниоров, Гоголев был добавлен в список участников. После короткой программы занимал второе место. Выиграв произвольную программу с новым юниорским мировым рекордом (154,76 балла) Стивен завоевал золото финала юниорского Гран-при. Сумма баллов за две программы (233,58) также стала новым юниорским мировым рекордом. Стал самым молодым победителем финала Гран-при среди юниоров, побив рекорд, ранее принадлежавший Юдзуру Ханю.
На взрослом чемпионате Канады 2019 года после короткой программы шёл на первом месте, но в итоге уступил Наму Нгуену. При этом он не мог выступать на международных соревнованиях по взрослым — чтобы иметь на это право, ему не хватало двух лет.
На чемпионате мира среди юниоров 2019 года стал десятым в короткой программе, занял третье место в произвольной программе, и финишировал на итоговом пятом месте с суммарным результатом 220,66 баллов.
В мае 2019 года переехал в Калифорнию для сотрудничества с тренером Рафаэлем Арутюняном.

## Программы
| Сезон     | Короткая программа | Произвольная программа                                                                                              |
| --------- | --- | --- |
| 2024—2025 | - Mugzy's Move Medley Эдди Николс хореография: Бенуа Ришо                                                                                            | - «Time Lapse» Кристиан Рейндль, Люси Паради, Адриан Беренгер, Уно Хелмерссон, Майкл Найман хореография: Бенуа Ришо |
| 2023—2024 | - «The Sound of Silence» в исполнении Disturbed хореография: Ше-Линн Бурн                                                                            | - «Time Lapse» Кристиан Рейндль, Люси Паради, Адриан Беренгер, Уно Хелмерссон, Майкл Найман хореография: Бенуа Ришо |
| 2022—2023 | - «Dream State» Son Lux хореография: Ше-Линн Бурн | - «Спартак» Арам Хачатурян хореография: Надежда Канаева                                                             |
| 2021—2022 | - «Repeat After Me» Армин ван Бюрен, Dimitri Vegas & Like Mike хореография: Ше-Линн Бурн                                                             | - «The Rhythm of the Heat» - «Darkness» - «Red Rain» Питер Гэбриел хореография: Ше-Линн Бурн                        |
| 2020—2021 | - «Repeat After Me» Армин ван Бюрен, Dimitri Vegas & Like Mike хореография: Ше-Линн Бурн                                                             | - «The Rhythm of the Heat» - «Darkness» - «Red Rain» Питер Гэбриел хореография: Ше-Линн Бурн                        |
| 2019—2020 | - «Вальс» (из балета «Анюта») Валерий Гаврилин - «Матросский танец (Яблочко)» (из балета «Красный мак») Рейнгольд Глиэр хореография: Надежда Канаева | - «The Rhythm of the Heat» - «Darkness» - «Red Rain» Питер Гэбриел хореография: Ше-Линн Бурн                        |
| 2018—2019 | - «Run Boy Run» Woodkid хореография: Мари Анджела Лармер                                                                                             | - «Шерлок Холмс» (саундтрек из фильма) Ханс Циммер хореография: Дэвид Уилсон                                        |

## Результаты
| Соревнования                                                              | 15/16         | 16/17         | 17/18         | 18/19         | 19/20         | 21/22         | 22/23         | 23/24         | 24/25         | 25/26         |
| Международные                                                             | Международные | Международные | Международные | Международные | Международные | Международные | Международные | Международные | Международные | Международные |
| ------------------------------------------------------------------------- | ------------- | ------------- | ------------- | ------------- | ------------- | ------------- | ------------- | ------------- | ------------- | ------------- |
| Чемпионат четырёх континентов                                             |               |               |               |               |               |               | 13            |               |               |               |
| Этап Гран-при. Skate Canada                                               |               |               |               |               |               |               | 7             |               | 9             |               |
| Этап Гран-при. Skate America                                              |               |               |               |               |               |               |               | 11            |               |               |
| Этап Гран-при. NHK Trophy                                                 |               |               |               |               |               |               | 8             |               |               |               |
| Этап Гран-при. Grand Prix de France                                       |               |               |               |               |               |               |               | 7             |               |               |
| CS Autumn Classic                                                         |               |               |               |               |               |               |               | 3             |               |               |
| CS Cranberry Cup                                                          |               |               |               |               |               |               |               |               |               | 3             |
| CS U.S. Classic                                                           |               |               |               |               |               |               | 6             |               |               |               |
| CS Warsaw Cup                                                             |               |               |               |               |               | 11            |               |               |               |               |
| Международные среди юниоров                                               |               |               |               |               |               |               |               |               |               |               |
| Чемпионаты мира среди юниоров                                             |               |               |               | 5             | 17            | 5             |               |               |               |               |
| Финалы юниорского Гран-при                                                |               |               |               | 1             |               |               |               |               |               |               |
| Этапы Гран-при: Канада                                                    |               |               |               | 5             |               |               |               |               |               |               |
| Этапы Гран-при: Хорватия                                                  |               |               |               |               | 5             |               |               |               |               |               |
| Этапы Гран-при: Словакия                                                  |               |               |               | 1             |               |               |               |               |               |               |
| Этапы Гран-при: США                                                       |               |               |               |               | 2             |               |               |               |               |               |
| Bavarian Open                                                             |               | 1N.           |               |               | 1             |               |               |               |               |               |
| Coupe du Printemps                                                        | 1N.           |               |               |               |               |               |               |               |               |               |
| Командные                                                                 |               |               |               |               |               |               |               |               |               |               |
| Командный чемпионат мира                                                  |               |               |               |               |               |               | 6             |               |               |               |
| Национальные                                                              |               |               |               |               |               |               |               |               |               |               |
| Чемпионаты Канады                                                         | 1N.           | 1J.           | 10            | 2             |               | WD            | 4             | WD            |               |               |
| Skate Canada Challenge                                                    | 1N.           | 1J.           | 4             |               |               | 1             |               |               |               |               |
| CS — турнир серии «Челленджер» N — детский уровень; J — юниорский уровень |               |               |               |               |               |               |               |               |               |               |